# Claudia Catani
Claudia Catani (Teheran, 14 agosto 1969) è una doppiatrice e direttrice del doppiaggio italiana.

## Biografia
Nipote di Massimo Giuliani, Claudia Catani nasce a Teheran, in Iran, il 14 agosto 1969. Iniziò a doppiare a due anni e mezzo come voce italiana di Anthony Vito Corleone, nipote di Don Vito, ne Il Padrino. Nel corso della sua carriera ha doppiato principalmente attrici come Charlize Theron, Gillian Anderson, Marion Cotillard, Angelina Jolie, Diane Kruger, Lena Headey e Patricia Arquette ed è stata insignita, nel 2006, del premio «Voce femminile dell'anno», assegnatole dai direttori del doppiaggio al Gran Galà del Doppiaggio durante il romics.
Nel 2010 ha vinto il premio alla carriera "Ferruccio Amendola". Sempre nel 2010 per aver doppiato Toni Collette in United States of Tara, ha ricevuto il premio come «Miglior voce femminile protagonista per la televisione» al XIV Festival Nazionale del Doppiaggio. Dal 1999 al 2013 è stata la doppiatrice del personaggio Livia Burlando nell'edizione originale della serie televisiva Il commissario Montalbano. Nel 2014 vince il Leggio d'oro alla miglior interpretazione femminile per il doppiaggio di Angelina Jolie in Maleficent. Ha inoltre prestato la sua voce per diverse pubblicità, tra cui Armani, Nivea, Ferrarelle, Ferrero Rocher, Magnum, Garnier, Enel, Iberdrola, Pampers, Volvo, Mercedes-Benz e Toyota.
Attiva occasionalmente come attrice nel corso degli anni, nel 2016 ha avuto per la prima volta un ruolo da protagonista, interpretando la regista in crisi Claudia Cattelan nel film Il resto con i miei occhi di Massimiliano Amato.
Ha all'attivo anche diversi lavori come direttrice del doppiaggio di film e serie televisive, fra cui Bridgerton, e due esperienze come conduttrice, una nella rubrica Parole e vita, l'altra nello spazio notizie del programma Big!, entrambi in onda su RaiUno.
È anche la voce guida nei DVD della collana Disney's Magic English.

## Vita privata
Abita a Roma, è sposata e ha due figlie. Si dedica al doppiaggio, alla musica e alla poesia. È attiva inoltre negli ambiti della danza contemporanea e orientale e della posturologia olistica.

## Doppiaggio

### Film
- Charlize Theron in L'avvocato del diavolo, The Astronaut's Wife - La moglie dell'astronauta, Trappola criminale, Amici di... letti, Sweet November - Dolce novembre, The Yards, Æon Flux - Il futuro ha inizio, Un milione di modi per morire nel West, Mad Max: Fury Road, Atomica bionda, Tully, Truffatori in erba, Non succede, ma se succede..., The Old Guard, L'accademia del bene e del male, The Old Guard 2
- Gillian Anderson in X-Files - Il film, La casa della gioia, Scherzi del cuore, The Turning, Star System - Se non ci sei non esisti, X-Files - Voglio crederci, Johnny English - La rinascita, Doppio gioco, Il palazzo del Viceré, Mistero a Crooked House, Il tuo ex non muore mai,The Pale Blue Eye - I delitti di West Point, Wonder: White Bird
- Marion Cotillard in La boîte noire, Oceani 3D, L'ultimo volo, Nine, Inception, Contagion, Il cavaliere oscuro - Il ritorno, Anchorman 2 - Fotti la notizia, Allied - Un'ombra nascosta, I fantasmi d'Ismael
- Angelina Jolie in Mr. & Mrs. Smith, A Mighty Heart - Un cuore grande, Wanted - Scegli il tuo destino, Changeling, Maleficent, Maleficent - Signora del male, Alice e Peter, Quelli che mi vogliono morto, Eternals, Maria
- Lena Headey in Grotesque, Imagine Me & You, Dredd - Il giudice dell'apocalisse, La notte del giudizio, Shadowhunters - Città di ossa, 300 - L'alba di un impero, Una famiglia al tappeto
- Rosemarie DeWitt in Cinderella Man - Una ragione per lottare, The Company Men, Il mio angolo di paradiso, Margaret, Poltergeist, Arrivederci professore, Smile 2
- Patricia Arquette in Stigmate, Fast Food Nation, Vijay - Il mio amico indiano, Electric Slide, La vita dopo i figli
- Diane Kruger in L'età barbarica, Una tragica scelta, Unknown - Senza identità, Un piano perfetto, Padri e figlie, Benvenuti a Marwen
- Cameron Diaz in Ogni maledetta domenica - Any Given Sunday, La custode di mia sorella, Innocenti bugie, The Counselor - Il procuratore, Tutte contro lui - The Other Woman
- Naomi Watts in Bara con vista, Stay - Nel labirinto della mente, King Kong, The Divergent Series: Insurgent, The Divergent Series: Allegiant
- Gwyneth Paltrow in Omicidi di provincia, Delitto perfetto, Il talento di Mr. Ripley, I Tenenbaum
- Rebecca Hall in Vicky Cristina Barcelona, 1921 - Il mistero di Rookford, The Dinner, Un giorno di pioggia a New York
- Gal Gadot in Batman v Superman: Dawn of Justice, Le spie della porta accanto, Justice League, Wonder Woman, Wonder Woman 1984, Zack Snyder's Justice League, The Flash
- Connie Nielsen in One Hour Photo, The Great Raid - Un pugno di eroi, Gioco di ruolo, Il gladiatore II
- Rachel Weisz in Fred Claus - Un fratello sotto l'albero, Certamente, forse, La verità negata
- Jada Pinkett Smith in Alì, Attacco al potere 3 - Angel Has Fallen
- Jessica Biel in Next, I bambini di Cold Rock, Quello che so sull'amore
- Carla Gugino in Sucker Punch, Capodanno a New York, Manhunt: Deadly Games
- Claire Forlani in Vi presento Joe Black, In the Name of the King, Un viaggio indimenticabile
- Robin Wright in White Oleander, State of Play
- Rosamund Pike in The Libertine, La furia dei titani, The Informer - Tre secondi per sopravvivere
- Mary-Louise Parker in Spiderwick - Le cronache, Red, Red 2
- Hilary Swank in L'intrigo della collana, I segni del male
- Demi Moore in The Substance
- Meg Ryan in City of Angels - La città degli angeli, Rapimento e riscatto
- Thandie Newton in Crash - Contatto fisico, La mia vita con John F. Donovan
- Anne Heche in Psycho, Il tempo di decidere
- Cate Blanchett in Charlotte Gray, Cenerentola
- Diane Lane in Parigi può attendere, Serenity - L'isola dell'inganno
- Anne Hathaway in Passengers - Mistero ad alta quota, Le streghe
- Romane Bohringer in L'accompagnatrice, Poeti dall'inferno
- Charlotte Gainsbourg in Nymphomaniac, Dark Crimes, La trama fenicia
- Bérénice Marlohe in Skyfall, Song to Song
- Rebecca Romijn in Femme fatale
- Jennifer Connelly in Fire Squad - Incubo di fuoco
- Toni Collette in Cena con delitto - Knives Out
- Laura Dern in Piccole donne
- Julia Stiles in Le ragazze di Wall Street - Business Is Business
- Salma Hayek in Bandidas
- Natalie Imbruglia in Johnny English
- Maria Bello in The Dark
- Anna Mouglalis in Romanzo criminale
- Hattie Morahan in Alice attraverso lo specchio
- Denise Richards in Duetto a tre
- Lauren Graham in La voce dell'amore
- Diora Baird in La ragazza del mio migliore amico
- Mili Avital in Amore tra le righe
- Bridget Moynahan in Quando l'amore è magia - Serendipity
- Kate Beahan in Il prescelto
- Maribel Verdú in Belle Époque
- Jennifer Tilly in Un tipo sbagliato
- Archie Panjabi in Sognando Beckham
- Ali Larter in Jay & Silent Bob... Fermate Hollywood!
- Joanna Bacalso in Snow Dogs - 8 cani sotto zero
- Olga Dihovichnaya in Life - Non oltrepassare il limite
- Juliette Binoche in Gli amanti del Pont-Neuf
- Sandrine Bonnaire in Sotto il cielo di Parigi
- Natasha Mashkevich in La chiave di Sara
- Janine Turner in Un medico tra gli orsi
- Alyssa Milano in Disposta a tutto
- Hoara Borselli in Panarea
- Milla Jovovich in Paradise Hills
- Sandrine Kiberlain in Florida
- Asia Kate Dillon in John Wick 3 - Parabellum
- Wang Fei in Hong Kong Express
- Kathryn Hahn in Glass Onion: Knives Out
- Maïwenn in Jeanne du Barry - La favorita del re
- Sharen Camille in Psycho IV
- Yasuko Matsuyuki in Fullmetal Alchemist
- Sian Clifford ne La ragazza del mare
- Stéphanie Van Vyve in Gli infallibili
- Laura Birn in The Crow - Il corvo
- Michelle Dockery in Here
- Téa Leoni in Death of a Unicorn
- Sharon Duncan-Brewster in Ballerina

### Film d'animazione
- Yagami in Maison Ikkoku Last Movie
- Kelly McCannon in Armitage III: Poly-Matrix
- Leonora Gräfin dei Tumistufi in Hui Buh
- Giornalista in Winx Club 3D - Magica avventura
- Gatta in Robin Robin
- Liz in Pirati! Briganti da strapazzo
- Yoriko Sasaki in Quando c'era Marnie
- Jill Andersen in Inside Out, Inside Out 2
- Shelly Harrison in Bigfoot Junior
- Ericka Van Helsing in Hotel Transylvania 3 - Una vacanza mostruosa e Hotel Transylvania - Uno scambio mostruoso
- Capo Matilija in C'era una volta il Principe Azzurro

### Serie televisive e miniserie
- Patricia Arquette in Medium, Law & Order - Unità vittime speciali, Boardwalk Empire - L'impero del crimine, CSI - Scena del crimine, CSI: Cyber, Escape at Dannemora, Scissione
- Gillian Anderson in X-Files, Moby Dick, Crisis, The Fall - Caccia al serial killer, Guerra e pace, American Gods, Sex Education
- Katharina Böhm e Lina Perned in Il commissario Montalbano
- Ali Larter in Heroes, Legends
- Christa Miller in Scrubs - Medici ai primi ferri, Cougar Town
- Anja Kling in La piovra 8 - Lo scandalo, La piovra 9 - Il patto
- Najwa Nimri in La casa di carta, Berlino
- Toni Collette in United States of Tara
- Lena Headey in Il Trono di Spade
- Maria Bello in NCIS - Unità anticrimine
- Claire Forlani in Camelot, Ice
- Sara Canning in The Vampire Diaries
- Charisma Carpenter in Streghe
- Gemma Chan in Humans
- Rosemarie DeWitt in Olive Kitteridge
- Tricia Helfer in Lucifer
- Synnøve Macody Lund in Ragnarok
- Hilarie Burton in Grey's Anatomy
- Anne Heche in The Brave
- Téa Leoni in Madam Secretary
- Connie Britton in American Horror Story
- Indira Varma in For Life
- Shari Headley in Walker Texas Ranger
- Katee Sackhoff in The Mandalorian
- Carla Gugino in La caduta della casa degli Usher
- Maria Erwolter in The Walking Dead: Daryl Dixon
- Jenna Elfman in Quell'uragano di figlia

### Cartoni animati
- Michiko in Michiko e Hatchin
- Cammy White in Street Fighter II V
- Monica Rappaccini / Scienziato Supremo in M.O.D.O.K.
- Bo-Katan Kryze in Star Wars: The Clone Wars, Star Wars Rebels
- Jill Anderson in Dream Productions

### Videogiochi
- Dana Scully in The X-Files: The Game[7]
- Hova in Ant Bully - Una vita da formica[8]
- Helen in Blindness[9]
- Carla Veloso in Cars 2[10]

## Filmografia

### Cinema
- Una storia importante, regia di Amasi Damiani (1987)
- Il resto con i miei occhi, regia di Massimiliano Amato (2016)

### Televisione
- L'amante dell'Orsa Maggiore, regia di Anton Giulio Majano – miniserie TV (1983)

## Teatro
- Boeing Boeing, regia di Adolfo Lippi (1993)

## Radio
- Lillie Connolly in Dylan Dog (sceneggiato, Rai Radio Due, 2002)

## Riconoscimenti
- Gran Galà del Doppiaggio - Romics
  - 2006– Voce femminile dell'anno
  - 2010 - Premio "Ferruccio Amendola"
  - 2014 – Voce femminile dell'anno
- Festival del Doppiaggio Voci Nell'Ombra
  - 2007 - Miglior voce femminile
  - 2010 - Miglior voce femminile
- Nastro d'argento
  - 2020 Miglior doppiaggio per Angelina Jolie in Maleficent - Signora del male